# Condado de Vidal
El Condado de Vidal es un título pontificio creado el 27 de noviembre de 1863, por el papa Pio IX a favor de Buenaventura de Vidal.
El título fue autorizado en España por la reina Isabel II el 18 de noviembre de 1864.

## Condes de Vidal
|                     | Titular                        | Periodo             |
| Creación por Pio IX | Creación por Pio IX            | Creación por Pio IX |
| ------------------- | ------------------------------ | ------------------- |
| I                   | Buenaventura de Vidal y Esteve | 1863 - 1892         |

## Historia de los condes de Vidal
Buenaventura de Vidal y Esteve, primer conde de Vidal, camarero secreto de capa y espada del papa Pio IX, doctor en jurisprudencia, asesor de la Guardia Real, auditor de guerra, consejero real honorario y comisario regio, fue una personalidad de la sociedad barcelonesa.